# Laze pri Borovnici
Laze pri Borovnici é uma vila localizada no município de Borovnica na Eslovênia. Possuía uma população estimada de 267 habitantes em 2020.